# Buchen

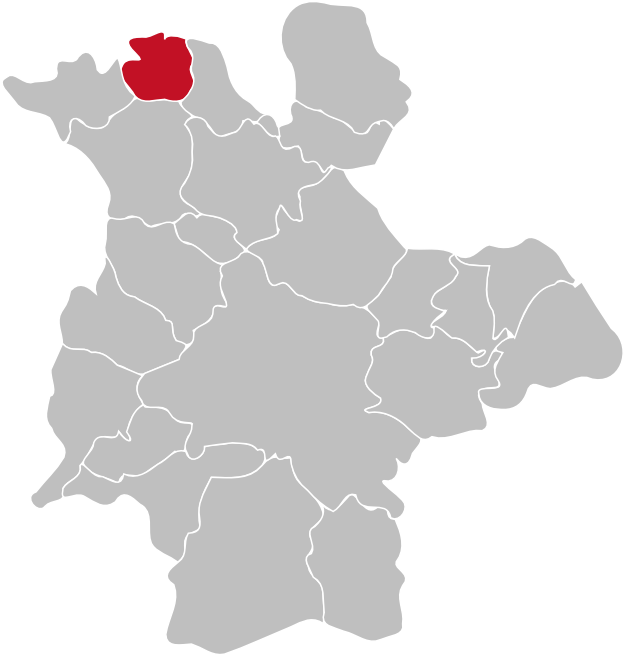
Os bairros da cidade de Siegen e a localização de Buchen (em vermelho)

Buchen é um bairro (Stadtteil) da cidade de Siegen, na Alemanha.
O mais antigo documento a mencionar Buchen - então uma aldeia independente - data de 1461. Em 1° de julho de 1966, a parte da localidade que pertencia à associação de municípios (Amt) de Ferndorf foi incorporada à cidade de Hütteltal, a qual, por sua vez, com a reforma territorial de 1° de janeiro de 1975, foi incorporada à cidade de Siegen.
O bairro encontra-se no distrito municipal (Stadtbezirk) I (Geisweid) da cidade de Siegen e faz fronteira com as seguintes localidades: a leste, com o bairro de Sohlbach; ao sul, com o bairro de Langenholdinghausen; a oeste, com o bairro de Meiswinkel; ao norte, com a cidade de Kreuztal. Buchen contava, em 31 de dezembro de 2015, com uma população de 728 habitantes.